# Replica (ゲーム)
『Replica』（レプリカ）は、韓国のゲームクリエイターであるSomiが開発し2016年7月11日に発売したゲームソフトで、「罪悪感三部作」と称する作品群の第1作目。
表題は初出のMicrosoft Windows/macOS版のもので、日本のiOS/Android版は『レプリカ』、日本国外向けのiOS/Android版は『Replica : a little temporary safety』、Nintendo Switch/PlayStation 4/Xbox One版は『REPLICA』のタイトルで発売されている。

## 概要
プレイヤーはある一室に監禁された主人公となり、国家機関の監視の下で他人のスマートフォンを覗き見てその持ち主のテロ容疑を裏付ける証拠を探し出す作業を強いられる。ゲームプレイ中にはスマートフォンの画面が常時表示されており、この画面上のみで物語が完結している。
画面には一般のスマートフォンと同様に様々なアプリのアイコンが表示されている。これらから一つを選択し、SNSでのコメントやフォローの状況、撮影された写真、知人の名前のリスト、SMSで知人とやり取りした文章などから疑わしい箇所を見つけていく。次にやるべき行動は、国家機関の人物から随時かかってくる電話によりToDoリストに追加される。エンディングは全部で12種類あり、プレイヤーの判断により関係者の運命が大きく変化する。

## ストーリー
ある日、とある国で大規模なテロが発生し、国家機関「国家安保部」はテロリストの疑いのある人物を次々と拘束する。
テロから数日後、主人公のトム・リフリはどこかの部屋に監禁され、他人のスマートフォンを持たされている。それは、テロの容疑者として隣の部屋に監禁されている17歳の高校生ディッキー・グリーンリーフのものだった。国家安保部からの指令が次々と届く中、トムはディッキーのスマートフォンの中身を詮索する。

## 開発
韓国では情報機関の国家情報院による社会の監視を可能とするテロ防止法が2016年3月2日に可決されたが、可決直前のやり取りの中で、議事妨害を行う議員の一人がコリイ・ドクトロウの小説『リトル・ブラザー』を読み上げるという場面があった。その内容は、サンフランシスコで発生したテロの容疑者として拘束された高校生たちが組織への抵抗を試みるというものだが、後にこの本を読んだSomiは感動するとともに現実のほうが酷いと感じてショックを受け、ゲームでこの現実を変えるという考えに至った。Somiは、自国の動きを全体主義等の前兆として危惧する一方、本作の主題については政府の監視やテロ対策サービス（の是非）を判断することではないと語り、何が悪く何が正しいのかを人々が考えるべきとしている。

## 受賞・ノミネート
- BIG Festival 2016 「Best Narrative」ノミネート[7]
- BIC（朝鮮語版） Awards 2016 「Excellence In Narrative」受賞[8]
- Indie Stream Fes 2016 「Best Game Design」「Best of Narrative」受賞[9]
- IndieCade（英語版） 2016 「Impact Award」受賞[10]
- 台北国際ゲームショウ（中国語版）2017 Indie Game Award 「最佳遊戲（最優秀ゲーム）」受賞[11]
- 第13回International Mobile Gaming Awards（英語版） ノミネート[12]